# Eliomys
Eliomys là một chi động vật có vú trong họ Gliridae, bộ Gặm nhấm. Chi này được Wagner miêu tả năm 1840. Loài điển hình của chi này là Eliomys melanurus Wagner, 1840.

## Hình ảnh

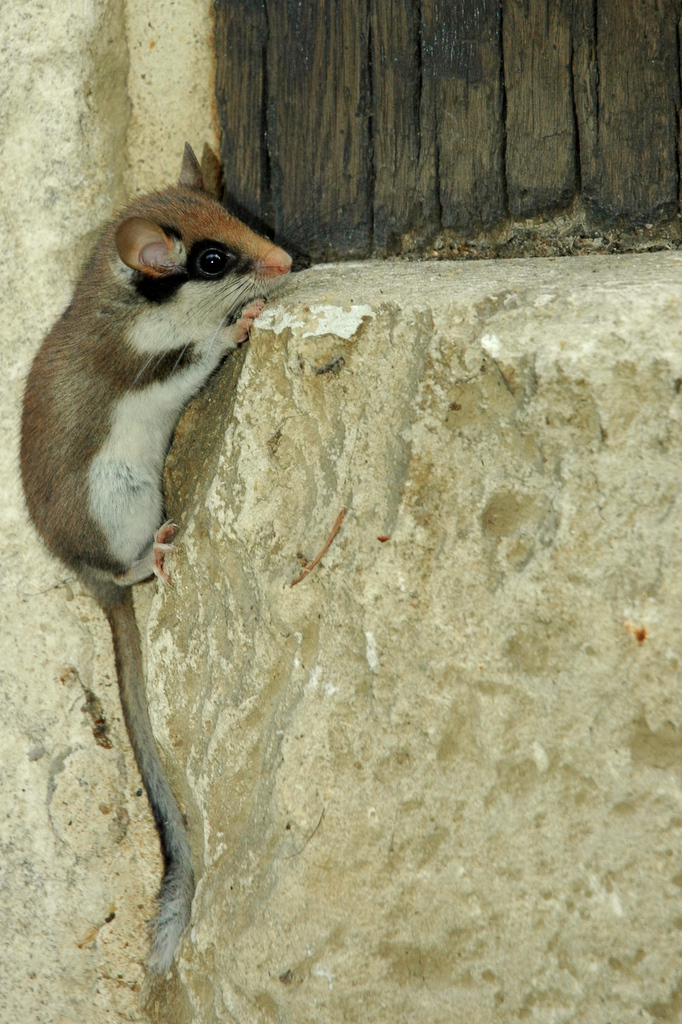
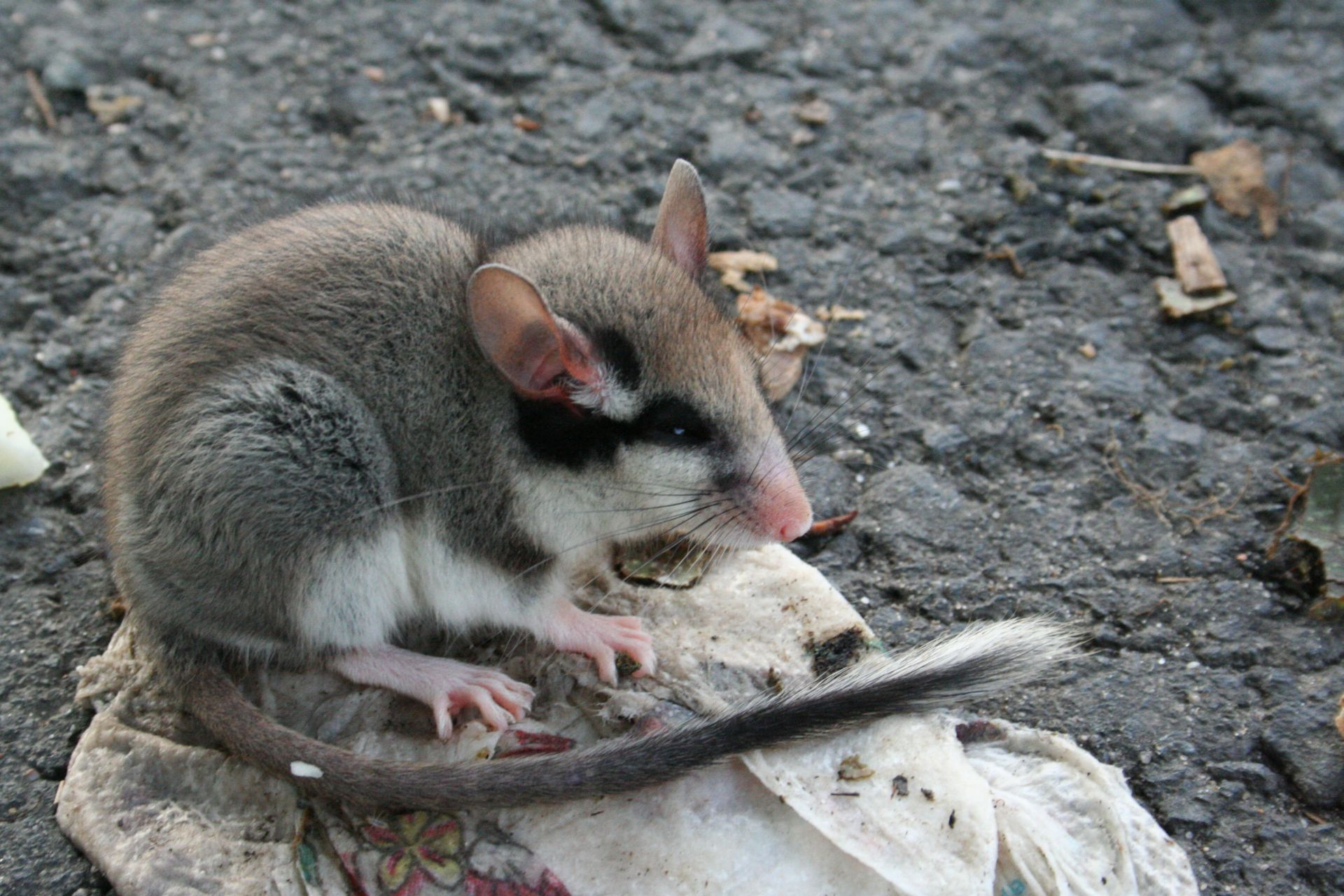
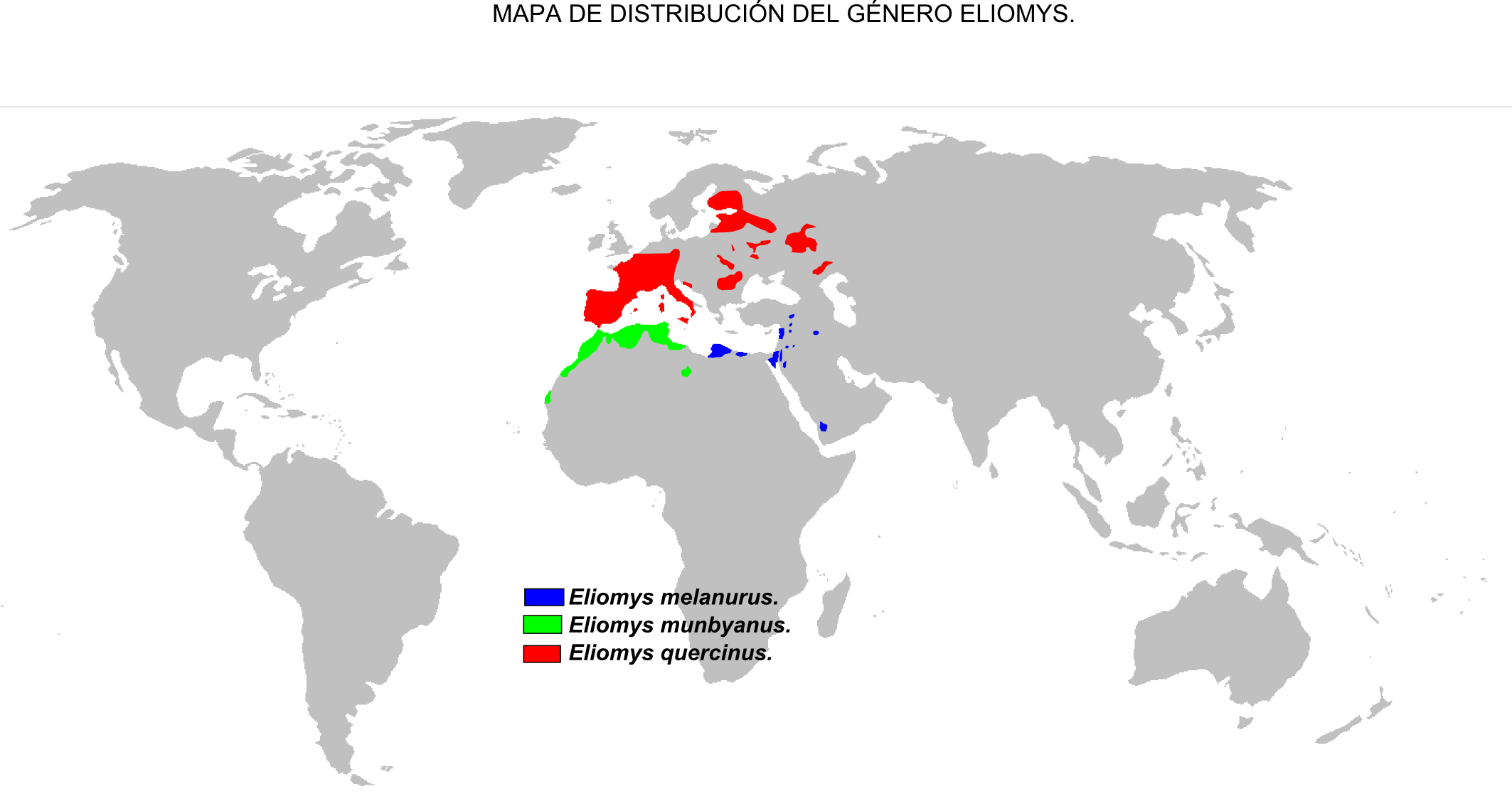
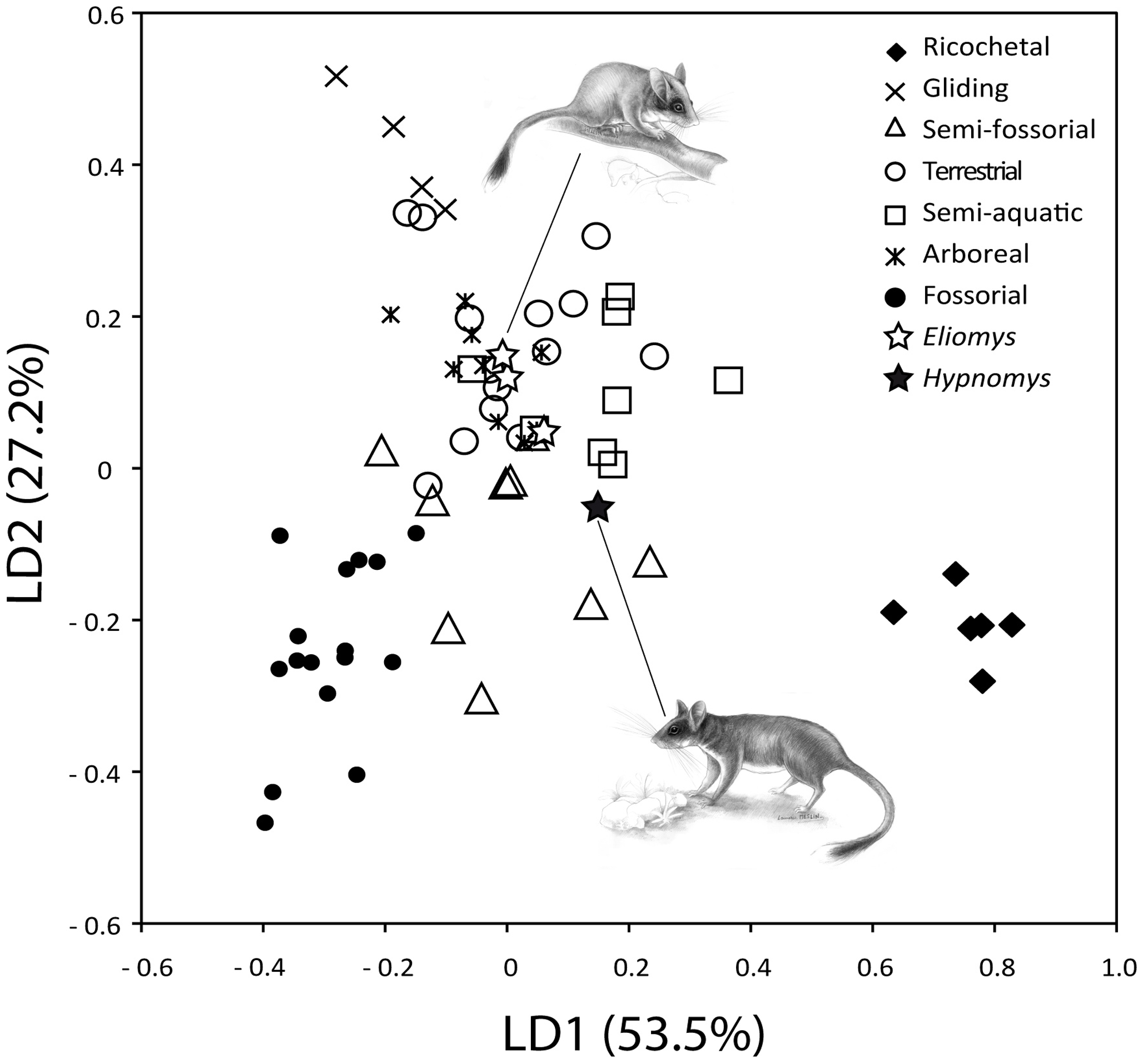

## Các loài
Chi này gồm các loài: